# Municipio de Blackwater (condado de Pettis)
El municipio de Blackwater (en inglés: Blackwater Township) es un municipio ubicado en el condado de Pettis en el estado estadounidense de Misuri. En el año 2010 tenía una población de 393 habitantes y una densidad poblacional de 2,78 personas por km².

## Geografía
El municipio de Blackwater se encuentra ubicado en las coordenadas 38°52′37″N 93°26′26″O / 38.87694, -93.44056. Según la Oficina del Censo de los Estados Unidos, el municipio tiene una superficie total de 141.2 km², de la cual 140,46 km² corresponden a tierra firme y (0,52 %) 0,74 km² es agua.

## Demografía
Según el censo de 2010, había 393 personas residiendo en el municipio de Blackwater. La densidad de población era de 2,78 hab./km². De los 393 habitantes, el municipio de Blackwater estaba compuesto por el 97,96 % blancos, el 0,51 % eran afroamericanos, el 1,02 % eran amerindios, el 0,25 % eran asiáticos y el 0,25 % eran de una mezcla de razas. Del total de la población el 0,25 % eran hispanos o latinos de cualquier raza.